# Mr. Children
Mr. Children, von ihren Fans auch Misu-Chiru (ミスチル) genannt, ist eine japanische Rockband, die 1989 von Kazutoshi Sakurai, Ken’ichi Tahara, Keisuke Nakagawa und Hideya Suzuki gegründet wurde.
Mr. Children ist eine der erfolgreichsten und bekanntesten Bands Japans. Ihr Mainstream-Debüt hatten sie 1992 mit dem Album Everything. Der Erfolg stellte sich aber erst ein, nachdem einige ihrer Songs wie z. B. die Single Cross Road als Titelmusik für Doramas benutzt wurden. Den Durchbruch schafften sie 1994 mit ihrer fünften Single Innocent World, welche neben Rekordeinnahmen auch den Japan Music Award einbrachte. Ihr viertes Album Atomic Heart ist immer noch das meistverkaufte der Band. Seitdem sind alle Singles der Band Nummer-1-Hits in den Oricon-Charts gewesen.

## Geschichte
Mr. Children gründeten sich als Schulband unter dem Namen Beatnik und bestanden aus Sänger Kazutoshi Sakurai, Gitarrist Ken’ichi Tahara und Bassist Keisuke Nakagawa. Hideya Suzuki, ein Bekannter aus der Mittelschulzeit, kam als Schlagzeuger dazu. 1987 benannte sich die Band in The Walls um. Zu dieser Zeit wurden sie sehr von der Band Echoes beeinflusst. Da Tsugi Jinsei, der Leader der Band, politisch aktiv war, war auch die Musik von The Walls politisch und gesellschaftlich orientiert.
Mit dem erneuten Wechsel des Bandnamens wandte sich die nun Mr. Children genannte Band von politischen Inhalten ab und beschritt neue Wege. Ihre ersten Auftritte hatten Mr. Children in einem La Mama genannten Club. Auf diesem Wege wurden sie bekannter und entschieden sich daher, professionell Musik zu machen. Da sie mit ihren Demotapes allerdings keinen Erfolg hatten, nahmen sie 1991 eine dreimonatige Pause, die wiederum eine Änderung ihres Musikstils mit sich brachte.
1992 fand ihr Demotape Chokuzen die Aufmerksamkeit Koichi Inabas vom Label Toy’s Factory. Er arrangierte für sie einen Vertrag mit Bad Music. Danach spielte die Band als Vorgruppe für den japanischen Musiker Jun Sky Walker. Zu dieser Zeit lernten sie auch ihren späteren Produzenten und engen Freund Takeshi Kobayashi kennen.
Aus dieser Zusammenarbeit resultierte letztlich 1992 das Album Everything. Nach zwei weiteren Alben wurden sie in verschiedenen Musikmagazinen als Geheimtipp gehandelt. Die Single Cross Roads brachte dann endlich den großen Erfolg, als sie zum Titelsong für das Dorama Dōsōkai ausgewählt wurde. In der 22sten Woche nach ihrem Erscheinen durchbrach die Single die Millionengrenze im Verkauf.
Es folgten die Single Innocent World und das Album Atomic Heart, dessen Musikstil in Japan als Digital Rock bezeichnet wird. Mr. Children setzten sich auch für wohltätige Zwecke ein. Der Song Kiseki no Hoshi, der aus einer Kollaboration mit Kuwata Keise von den Southern All Stars hervorging, wurde als Campagnetitelmusik für Act against AIDS-Konzerte verwendet.
Nach den Aufnahmen der Single Namonaki Uta und des Albums Shinkai begann ihre Regress or Progress Tour, bei der sie 55 Konzerte spielten, was in Japan einen Rekord darstellte. 1997 wurde das Album Bolero veröffentlicht, am 31. März wurde in der Ebisu Garden Hall ein kleines Konzert für 1.000 Fans gegeben. Danach folgte eine dreijährige Bandpause.
Im Jahre 2000 wurde die Bandaktivität wieder aufgenommen. Weitere Singles und Alben folgten. Am 15. November 2006 veröffentlichte die Band ihre 26. Single Shirushi, die die Titelmusik für das Dorama Jyūyonsai no haha ist.
Anfang des Jahres 2008 wurde das Drama "Battery", dessen Titelsong das Lied "Shonen" von Mister Children war, im japanischen Fernsehen ausgestrahlt. 2010 gelang es Mr. Children als eine der ersten Bands innerhalb eines Tages an die Chart Spitze der ORICON Weekly DVD Charts zu klettern, mit ihrer DVD "Mr.Children DOME TOUR 2009 - SUPERMARKET FANTASY-IN TOKYO DOME".

## Stil
Die Musikrichtung von Mr. Children ist eine Mischung aus Pop und klassischem Rock, jedoch ist die Band dafür bekannt, mit verschiedenen Musikrichtungen zu experimentieren. Deshalb entwickelt sich der Mr. Children Sound auch kontinuierlich. Bis heute hat die Band sich durch Musikrichtungen wie Jazz, Blues, Folk, Country und Dance beeinflussen lassen. Auch durch diesen konstanten Wandel hat Mr. Children es geschafft, langfristig am eigentlich für die Kurzlebigkeit bekannten japanischen Musikmarkt zu bestehen.

## Mitglieder
- Kazutoshi Sakurai (* 8. März 1970): Gesang, Gitarre, Keyboard

Er ist der Leader der Band und schreibt fast alle Songs selbst. Er wurde sehr von Rockbands der 1960er und 1970er Jahre beeinflusst.
- Ken’ichi Tahara (* 24. September 1969): Gitarre, Keyboard
- Keisuke Nakagawa (* 26. August 1969): Bass, Begleitgesang

In der Bandpause startete er zusammen mit Suzuki die Band Hayashi Hideo als Nebenprojekt. Kenji Fujii von My Little Lover und Sawao Yamanaka von The Pillows traten dem Projekt bei.
- Hideya Suzuki (Spitzname: Jen) (* 24. November 1969): Schlagzeug, Percussion, Begleitgesang

## Diskografie
Studioalben

| Jahr | Titel                                                | Höchstplatzierung, Gesamtwochen, AuszeichnungChartsChartplatzierungen (Jahr, Titel, Platzierungen, Wochen, Auszeichnungen, Anmerkungen) | Anmerkungen                                                       |
| Jahr | Titel                                                | JP | Anmerkungen                                                       |
| ---- | ---------------------------------------------------- | --- | ----------------------------------------------------------------- |
| 1992 | Everything                                           | JP25 ×2Doppelplatin · (83 Wo.)JP | Erstveröffentlichung: 10. Mai 1992 Verkäufe JP: + 451.440         |
| 1992 | Kind of Love                                         | JP13 ×4Vierfachplatin · (159 Wo.)JP | Erstveröffentlichung: 1. Dezember 1992 Verkäufe JP: + 1.179.780   |
| 1993 | Versus                                               | JP3 Diamant · (105 Wo.)JP | Erstveröffentlichung: 1. September 1993 Verkäufe JP: + 802.140    |
| 1994 | Atomic Heart                                         | JP1 ×3Dreifachdiamant · (96 Wo.)JP | Erstveröffentlichung: 1. September 1994 Verkäufe JP: + 3.429.650  |
| 1996 | Shinkai (深海)                                       | JP1 ×2Doppeldiamant · (46 Wo.)JP | Erstveröffentlichung: 24. Juni 1996 Verkäufe JP: + 2.744.950      |
| 1997 | Bolero                                               | JP1 ×3Dreifachdiamant · (38 Wo.)JP | Erstveröffentlichung: 5. März 1997 Verkäufe JP: + 3.283.270       |
| 1999 | Discovery                                            | JP1 ×4Vierfachplatin · (20 Wo.)JP | Erstveröffentlichung: 3. Februar 1994 Verkäufe JP: + 1.814.180    |
| 2000 | Q                                                    | JP2 Diamant · (14 Wo.)JP | Erstveröffentlichung: 27. September 2000 Verkäufe JP: + 896.890   |
| 2002 | It’s a Wonderful World                               | JP1 ×3Dreifachplatin · (66 Wo.)JP | Erstveröffentlichung: 19. Mai 2002 Verkäufe JP: + 1.232.655       |
| 2004 | Shifuku no Oto (シフクノオト)                        | JP1 Diamant · (75 Wo.)JP | Erstveröffentlichung: 7. April 2004 Verkäufe JP: + 1.411.799      |
| 2005 | I Love U (I♥U)                                       | JP1 Diamant · (42 Wo.)JP | Erstveröffentlichung: 21. September 2005 Verkäufe JP: + 1.137.349 |
| 2007 | Home                                                 | JP1 Diamant · (64 Wo.)JP | Erstveröffentlichung: 14. März 2007 Verkäufe JP: + 1.207.417      |
| 2008 | Supermarket Fantasy                                  | JP1 Diamant · (86 Wo.)JP | Erstveröffentlichung: 10. Dezember 2008 Verkäufe JP: + 1.277.906  |
| 2010 | Sense                                                | JP1 ×3Dreifachplatin · (48 Wo.)JP | Erstveröffentlichung: 1. Dezember 2010 Verkäufe JP: + 784.282     |
| 2012 | (An Imitation) Blood Orange                          | JP1 ×3Dreifachplatin · (36 Wo.)JP | Erstveröffentlichung: 28. November 2012 Verkäufe JP: + 775.713    |
| 2015 | Reflection                                           | JP1 ×2Doppelplatin · (51 Wo.)JP | Erstveröffentlichung: 4. Juni 2015 Verkäufe JP: + 587.108         |
| 2018 | Jyuryoku to Kokyu (重力と呼吸) Gravity and Breathing | JP1 ×2Doppelplatin · (35 Wo.)JP | Erstveröffentlichung: 3. Oktober 2018 Verkäufe JP: + 446.128      |
| 2020 | Soundtracks                                          | JP1 Platin · (41 Wo.)JP | Erstveröffentlichung: 2. Dezember 2020 Verkäufe JP: + 278.506     |
| 2023 | Miss You                                             | JP1 Gold · (55 Wo.)JP | Erstveröffentlichung: 4. Oktober 2023 Verkäufe JP: + 164.988      |